# Babe Ruth (groupe)
Ne pas confondre avec le joueur de baseball américain Babe Ruth
Babe Ruth est un groupe britannique de rock, originaire de Hatfield, comté d'Hertfordshire, en Angleterre. Après s'être séparé en 1976, le groupe reprend ses activités en 2005.

## Histoire

### Débuts et séparation
Un prédécesseur du groupe, appelé Shacklock d'après le guitariste Alan Shacklock, est formé en 1970. À cette période, les membres comprennent Janita Haan et Dave Hewitt, avec Dave Punshon et Dick Powell plus tard. Après avoir changé leur nom, ils sortent leur premier single Wells Fargo. Leur premier album, First Base, remporte le disque d'or au Canada. Cet album contient leur plus gros tube au Canada, The Mexican écrite et composée par le guitariste Alan Shakclock, la chanson incorpore pour la deuxième partie le thème du film Et pour quelques dollars de plus d'Ennio Morricone. On retrouve aussi sur ce même album deux reprises, la première d'une pièce instrumentale intitulée King Kong de Frank Zappa cette dernière fut enregistrée d'une seule prise sans overdubs, alors que l'autre est de Jesse Winchester et s'intitule Black Dog. En 1973, Ed Spevock remplace Powell et Chris Holmes fait de même avec Punshon avant leur deuxième album Amar Caballero. En 1975, Steve Gurl, claviériste de Wild Turkey (formé par l'ex-bassiste de Jethro Tull Glenn Cornick), remplace Holmes pour le troisième album Babe Ruth. Cet album contient la version de la chanson de Curtis Mayfield, We People Darker than Blue. La même année, Shacklock quitte le groupe pour devenir producteur de disques et Bernie Marsden (Wild Turkey) rejoint l'équipe pour le quatrième album Stealin' Home. Après cela, Haan et Hewitt partent.
Bien qu'aucun membre d'origine ne soit resté, le groupe incorpore Ellie Hope et Ray Knott pour le cinquième album, Kid's Stuff, en 1976. Peu de temps avant la séparation du groupe, ils sont rejoints par le jeune de 17 ans, né à Birmingham, Simon Lambeth à la guitare, qui fait quelques apparitions lors de leur dernière tournée. Marsden rejoint Whitesnake (après la rupture de Paice Ashton Lord) et Lambeth quitte le groupe.
Leur single Elusive, sorti en 1975, devient une chanson populaire sur la scène northern soul. Aux États-Unis, cette chanson est également un succès dans les discothèques, culminant à la 12e place du classement National Disco Action.
Une reprise disco de The Mexican de Babe Ruth apparait à la fin des années 1970, interprétée par les Bombers. Cette version inspire une reprise electro / freestyle produite par Jellybean Benitez en 1984, pour laquelle il réussit à recruter Haan au chant, la reprise devenant par la suite connue pour sa popularité en tant que tube dance underground.

### Retour
Entre fin 2005 et début 2006, Haan (maintenant Janita Haan Morris), Hewitt, Shacklock et Punshon se réunissent pour enregistrer des nouveaux morceaux ensemble à Nashville, avec Spevock enregistrant sa batterie à Londres. L'album, intitulé Que pasa, est achevé en septembre 2006 et, après avoir été mis à disposition sous forme numérique via le site Web officiel du groupe, sort sur Revolver Records en 2009.
Le groupe se lance dans une tournée de retrouvailles réussie au Canada en juillet 2010, donnant trois concerts au Ottawa Bluesfest, au Metropolis de Montréal et au Festival International de Blues de Mont-Tremblant au Québec. Le 28 juin 2014, Babe Ruth joue au Summerfest de Milwaukee ; plus de 7 000 personnes assistent au concert.

## Discographie

### Albums studio
- 1972 : First Base
- 1973 : Amar Caballero
- 1975 : Babe Ruth
- 1975 : Stealin' Home
- 1976 : Kid's Stuff
- 2009 : Que pasa (réédité en 2021)

### Compilations
- 1977 : Greatest Hits
- 1994 : Grand Slam: The Best of Babe Ruth
- 1998 : First Base / Amar Caballero (album double comprenant les 2 premiers disques du groupe)
- 2000 : Babe Ruth / Stealin' Home (album double comprenant les 2 disques suivants)

## Membres

### Membres actuels
- Jenny Haan  - chant
- Alan Shacklock - guitare, orgue, percussions, chœurs
- Dave Hewitt - basse
- Dave Punshon - claviers
- Ed Spevock - batterie

### Anciens membres
- Jeff Allen - batterie (1970-1971)
- Dick Powell - batterie (1970-1971)
- Chris Holmes - claviers (1973-1975)
- Steve Gurl - claviers (1975-1976)
- Bernie Marsden - guitare (1975-1976)
- Ellie Hope - chant (1975-1976)
- Ray Knott - basse (1975-1976)
- Simon Lambeth - guitare (1976)
- Jeff Allen a joué[Quand ?] la batterie sur la chanson The Runaways de leur premier album First Base.